# 80. Międzynarodowy Festiwal Filmowy w Wenecji
80. Międzynarodowy Festiwal Filmowy w Wenecji odbył się w dniach 30 sierpnia – 9 września 2023 roku. Imprezę otworzył pokaz włoskiego filmu Komandor w reżyserii Edoardo De Angelisa, który zastąpił pierwotnie wyselekcjonowany obraz Challengers w reżyserii Luki Guadagnino, wycofany z imprezy po ogłoszeniu strajku aktorów w USA. W konkursie głównym zaprezentowane zostały 23 filmy pochodzące z 10 różnych krajów.
Jury pod przewodnictwem amerykańskiego reżysera Damiena Chazelle'a przyznało nagrodę główną festiwalu, Złotego Lwa, brytyjskiemu filmowi Biedne istoty w reżyserii Jorgosa Lantimosa. Drugą nagrodę w konkursie głównym, Grand Prix, przyznano japońskiemu obrazowi Zła nie ma w reżyserii Ryūsuke Hamaguchiego.
Honorowego Złotego Lwa za całokształt twórczości otrzymała włoska reżyserka Liliana Cavani oraz hongkoński aktor Tony Leung Chiu Wai. Galę otwarcia i zamknięcia festiwalu prowadziła włoska aktorka Caterina Murino.

## Członkowie jury

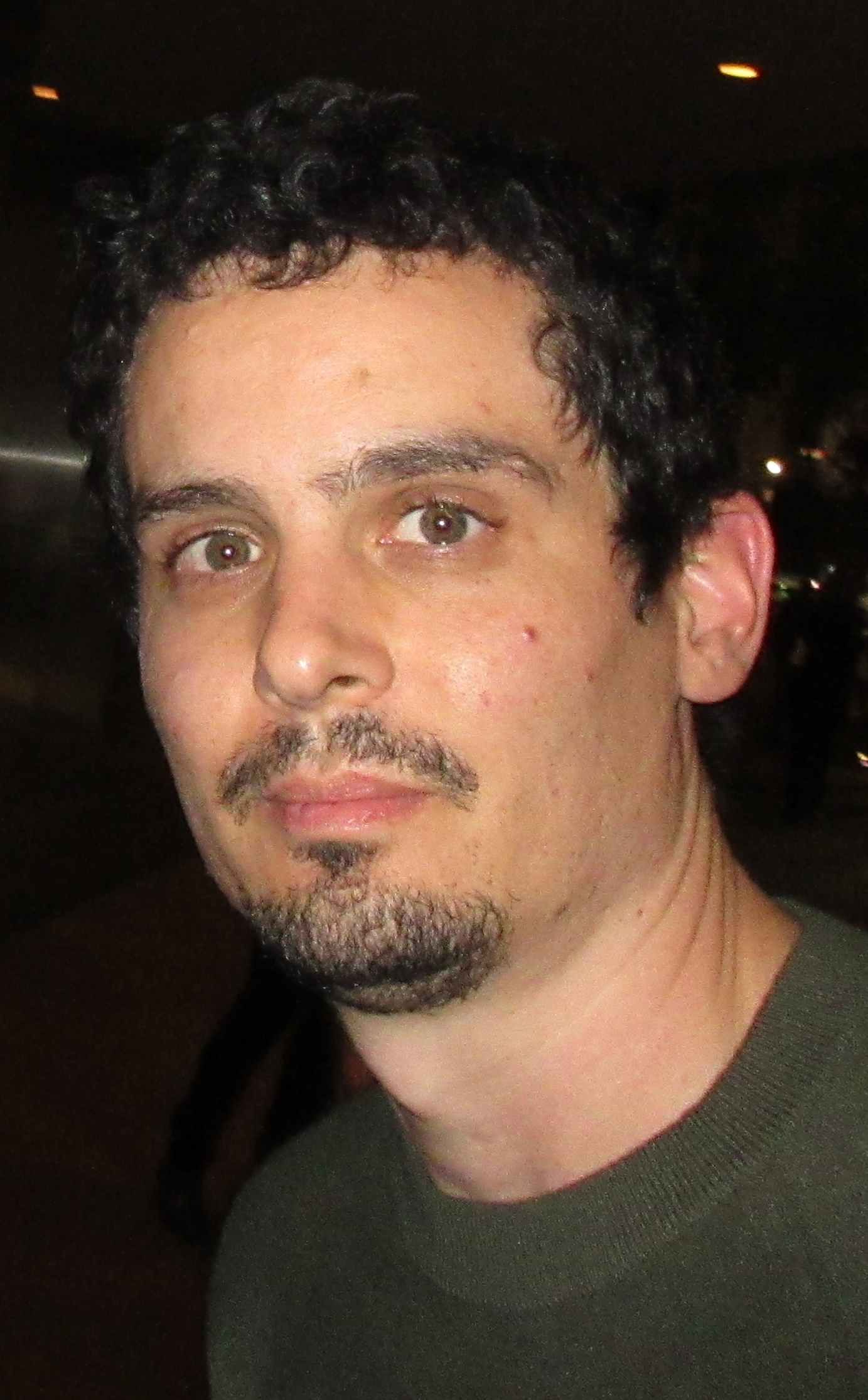
Przewodniczący jury konkursu głównego Damien Chazelle

### Konkurs główny
- Damien Chazelle, amerykański reżyser – przewodniczący jury[9][10]
- Saleh Bakri, palestyński aktor
- Jane Campion, nowozelandzka reżyserka
- Mia Hansen-Løve, francuska reżyserka
- Gabriele Mainetti, włoski reżyser
- Martin McDonagh, brytyjski reżyser
- Santiago Mitre, argentyński reżyser
- Laura Poitras, amerykańska reżyserka
- Shu Qi, tajwańska aktorka

### Sekcja „Horyzonty”
- Jonas Carpignano, włoski reżyser − przewodniczący jury
- Kaouther Ben Hania, tunezyjska reżyserka
- Kahlil Joseph, amerykański reżyser
- Jean-Paul Salomé, francuski reżyser
- Tricia Tuttle, brytyjska selekcjonerka i dyrektorka MFF w Londynie

### Nagroda im. Luigiego De Laurentiisa
- Alice Diop, francuska reżyserka − przewodnicząca jury
- Faouzi Bensaïdi, marokański reżyser
- Laura Citarella, argentyńska reżyserka
- Andrea De Sica, włoski reżyser
- Chloe Domont, amerykańska reżyserka

## Selekcja oficjalna

### Otwarcie i zamknięcie festiwalu
|             | Tytuł           | Reżyseria           | Kraj produkcji |
| ----------- | --------------- | ------------------- | -------------- |
| Otwierający | Komandor        | Edoardo De Angelis  | Włochy         |
| Zamykający  | Śnieżne bractwo | Juan Antonio Bayona | Hiszpania      |

### Konkurs główny
Następujące filmy zostały wyselekcjonowane do udziału w konkursie głównym o Złotego Lwa:
| Tytuł polski       | Tytuł oryginalny                    | Reżyseria                             | Kraj produkcji    |
| ------------------ | ----------------------------------- | ------------------------------------- | ----------------- |
| Adagio             | Adagio                              | Stefano Sollima                       | Włochy            |
| Zła nie ma         | 悪は存在しない Aku wa sonzai shinai | Ryūsuke Hamaguchi                     | Japonia           |
| Bękart             | Bastarden                           | Nikolaj Arcel                         | Dania             |
| Bestia             | La bête                             | Bertrand Bonello                      | Francja           |
| Komandor           | Comandante                          | Edoardo De Angelis                    | Włochy            |
| Hrabia             | El conde                            | Pablo Larraín                         | Chile             |
| DogMan             | Dogman                              | Luc Besson                            | Francja           |
| Enea               | Enea                                | Pietro Castellitto                    | Włochy            |
| Ferrari            | Ferrari                             | Michael Mann                          | Stany Zjednoczone |
| Nareszcie świt     | Finalmente l'alba                   | Saverio Costanzo                      | Włochy            |
| Holly              | Holly                               | Fien Troch                            | Belgia            |
| Poza sezonem       | Hors-saison                         | Stéphane Brizé                        | Francja           |
| Ja, kapitan        | Io capitano                         | Matteo Garrone                        | Włochy            |
| Zabójca            | The Killer                          | David Fincher                         | Stany Zjednoczone |
| Kobieta z...       | Kobieta z...                        | Małgorzata Szumowska i Michał Englert | Polska            |
| Lubo               | Lubo                                | Giorgio Diritti                       | Włochy            |
| Maestro            | Maestro                             | Bradley Cooper                        | Stany Zjednoczone |
| Pamięć             | Memory                              | Michel Franco                         | Stany Zjednoczone |
| Origin             | Origin                              | Ava DuVernay                          | Stany Zjednoczone |
| Biedne istoty      | Poor Things                         | Jorgos Lantimos                       | Wielka Brytania   |
| Priscilla          | Priscilla                           | Sofia Coppola                         | Stany Zjednoczone |
| Teoria uniwersalna | Die Theorie von Allem               | Timm Kröger                           | Niemcy            |
| Zielona granica    | Zielona granica                     | Agnieszka Holland                     | Polska            |

### Pokazy pozakonkursowe
Następujące filmy zostały wyświetlone na festiwalu w ramach pokazów pozakonkursowych i specjalnych:

#### Filmy fabularne
| Tytuł polski                                             | Tytuł oryginalny                   | Reżyseria            | Kraj produkcji    |
| -------------------------------------------------------- | ---------------------------------- | -------------------- | ----------------- |
| Aggro Dr1ft                                              | Aggro Dr1ft                        | Harmony Korine       | Stany Zjednoczone |
| Bunt przed sądem wojennym                                | The Caine Mutiny Court-Martial     | William Friedkin     | Stany Zjednoczone |
| Niewierni w Paryżu                                       | Coup de chance                     | Woody Allen          | Francja           |
| Daaaaaalí!                                               | Daaaaaalí!                         | Quentin Dupieux      | Francja           |
| Hit Man                                                  | Hit Man                            | Richard Linklater    | Stany Zjednoczone |
| Making Of                                                | Making Of                          | Cédric Kahn          | Francja           |
| Porządek czasu                                           | L'ordine del tempo                 | Liliana Cavani       | Włochy            |
| The Palace                                               | The Palace                         | Roman Polański       | Włochy            |
| The Penitent                                             | The Penitent                       | Luca Barbareschi     | Włochy            |
| Śnieżne bractwo                                          | La sociedad de la nieve            | Juan Antonio Bayona  | Hiszpania         |
| Reporterzy                                               | Vivants                            | Alix Delaporte       | Francja           |
| Welcome to Paradise (krótkometrażowy)                    | Welcome to Paradise                | Leonardo Di Costanzo | Włochy            |
| Zdumiewająca historia Henry'ego Sugara (krótkometrażowy) | The Wonderful Story of Henry Sugar | Wes Anderson         | Stany Zjednoczone |
| Śnieżna pantera                                          | 雪豹 Xue bao                       | Pema Tseden          | Chiny             |

#### Filmy dokumentalne
| Tytuł polski                 | Tytuł oryginalny               | Reżyseria                               | Kraj produkcji    |
| ---------------------------- | ------------------------------ | --------------------------------------- | ----------------- |
| Amor                         | Amor                           | Virginia Eleuteri Serpieri              | Włochy            |
| Enzo Jannacci: Vengo anch'io | Enzo Jannacci: Vengo anch'io   | Giorgio Verdelli                        | Włochy            |
| Frente a Guernica            | Frente a Guernica              | Yervant Gianikian i Angela Ricci Lucchi | Włochy            |
| Hollywoodgate                | Hollywoodgate                  | Ibrahim Nash'at                         | Stany Zjednoczone |
| Menu przyjemności            | Menus-plaisirs - Les Troisgros | Frederick Wiseman                       | Stany Zjednoczone |
| Ryuichi Sakamoto: Opus       | Ryuichi Sakamoto: Opus         | Neo Sora                                | Japonia           |

#### Seriale TV
| Tytuł polski                 | Tytuł oryginalny    | Reżyseria                           | Kraj produkcji       |
| ---------------------------- | ------------------- | ----------------------------------- | -------------------- |
| Krew i pieniądze (12 odc.)   | D'argent et de sang | Xavier Giannoli i Frédéric Planchon | Francja              |
| Czuję twój oddech (odc. 1-2) | Znam kako dišeš     | Alen Drljević i Nermin Hamzagić     | Bośnia i Hercegowina |

### Sekcja „Horyzonty”
Następujące filmy zostały wyświetlone na festiwalu w ramach sekcji „Horyzonty”:
| Tytuł polski              | Tytuł oryginalny                                  | Reżyseria                          | Kraj produkcji     |
| ------------------------- | ------------------------------------------------- | ---------------------------------- | ------------------ |
| Pod otwartym niebem       | A cielo abierto                                   | Mariana Arriaga i Santiago Arriaga | Meksyk             |
| Razem z przypadku         | Домаќинство за почетници Domaḱinstvo za početnici | Goran Stolewski                    | Macedonia Północna |
| Czekając na noc           | En attendant la nuit                              | Céline Rouzet                      | Francja            |
| Mistrz wagi piórkowej     | The Featherweight                                 | Robert Kolodny                     | Stany Zjednoczone  |
| I co dalej?               | Gasoline Rainbow                                  | Bill Ross IV i Turner Ross         | Stany Zjednoczone  |
| Ognisty cień              | ほかげ Hokage                                     | Shinya Tsukamoto                   | Japonia            |
| Nigdzie                   | Invelle                                           | Simone Massi                       | Włochy             |
| Wytłumaczenie wszystkiego | Magyarázat mindenre                               | Gábor Reisz                        | Węgry              |
| Za górami                 | ورا الجبل Oura el jbel                            | Mohamed Ben Attia                  | Tunezja            |
| Raj w płomieniach         | Paradiset brinner                                 | Mika Gustafson                     | Szwecja            |
| Raj                       | El paraíso                                        | Enrico Maria Artale                | Włochy             |
| Czerwona walizka          | The Red Suitcase                                  | Fidel Nevkota                      | Nepal              |
| Bez serca                 | Sem coração                                       | Nara Normande i Tião               | Brazylia           |
| Miasto wiatru             | Сэр сэр салхи Ser ser salhi                       | Lkhagvadulam Purev-Ochir           | Mongolia           |
| Niedziela bez końca       | Una sterminata domenica                           | Alain Parroni                      | Włochy             |
| Tatami                    | Tatami                                            | Guy Nattiv i Zar Amir Ebrahimi     | Gruzja             |
| Rana zwątpienia           | Tereddüt çİzgİsİ                                  | Selman Nakar                       | Turcja             |
| Bursa                     | Yurt                                              | Nehir Tuna                         | Turcja             |

### Sekcja „Horyzonty Extra”
Następujące filmy zostały wyświetlone na festiwalu w ramach sekcji „Horyzonty Extra”:
| Tytuł polski                | Tytuł oryginalny                    | Reżyseria          | Kraj produkcji    |
| --------------------------- | ----------------------------------- | ------------------ | ----------------- |
| Nasz świat                  | Bota jonë                           | Luàna Bajrami      | Kosowo            |
| Dzień walki                 | Day of the Fight                    | Jack Huston        | Stany Zjednoczone |
| Szczęście                   | Felicità                            | Micaela Ramazzotti | Włochy            |
| Marzyciel                   | L'homme d'argile                    | Anaïs Tellenne     | Francja           |
| Kraj świętych i grzeszników | In the Land of Saints and Sinners   | Robert Lorenz      | Irlandia          |
| Na zawsze, na zawsze        | Назавжди-Назавжди Nazawżdy-Nazawżdy | Anna Buriaczkowa   | Ukraina           |
| Pet Shop Days               | Pet Shop Days                       | Olmo Schnabel      | Stany Zjednoczone |
| El rapto                    | El rapto                            | Daniela Goggi      | Argentyna         |
| Stolen                      | Stolen                              | Karan Tejpal       | Indie             |

## Laureaci nagród

### Konkurs główny
Złoty Lew

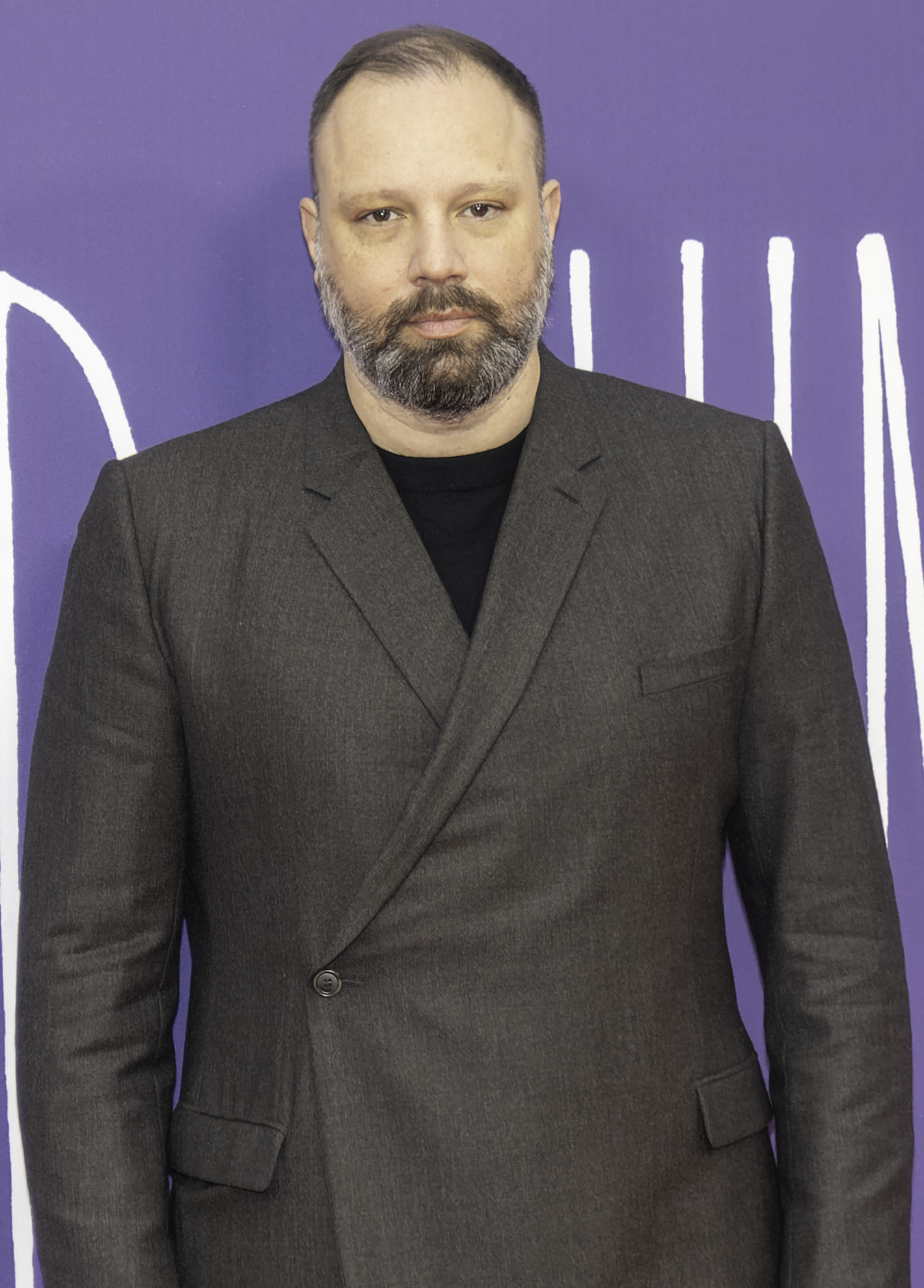
Jorgos Lantimos, zdobywca Złotego Lwa.

- Biedne istoty, reż. Jorgos Lantimos

Wielka Nagroda Jury
- Zła nie ma, reż. Ryūsuke Hamaguchi

Srebrny Lew dla najlepszego reżysera
- Matteo Garrone − Ja, kapitan

Nagroda Specjalna Jury
- Zielona granica, reż. Agnieszka Holland

Puchar Volpiego dla najlepszej aktorki
- Cailee Spaeny − Priscilla

Puchar Volpiego dla najlepszego aktora
- Peter Sarsgaard − Pamięć

Złota Osella za najlepszy scenariusz
- Guillermo Calderón i Pablo Larraín − Hrabia

Nagroda im. Marcello Mastroianniego dla początkującego aktora lub aktorki
- Seydou Sarr − Ja, kapitan

### Sekcja „Horyzonty”
Nagroda Główna
- Wytłumaczenie wszystkiego, reż. Gábor Reisz

Nagroda Specjalna Jury
- Niedziela bez końca, reż. Alain Parroni

Nagroda za najlepszą reżyserię
- Mika Gustafson − Raj w płomieniach

Nagroda za najlepszą rolę żeńską
- Margarita Rosa de Francisco − Raj

Nagroda za najlepszą rolę męską
- Tergel Bold-Erdene − Miasto wiatru

Nagroda za najlepszy scenariusz
- Enrico Maria Artale − Raj

Nagroda za najlepszy film krótkometrażowy
- Krótki wyjazd, reż. Erenik Beqiri

Nagroda publiczności w sekcji „Horyzonty Extra”
- Szczęście, reż. Micaela Ramazzotti

### Wybrane pozostałe nagrody

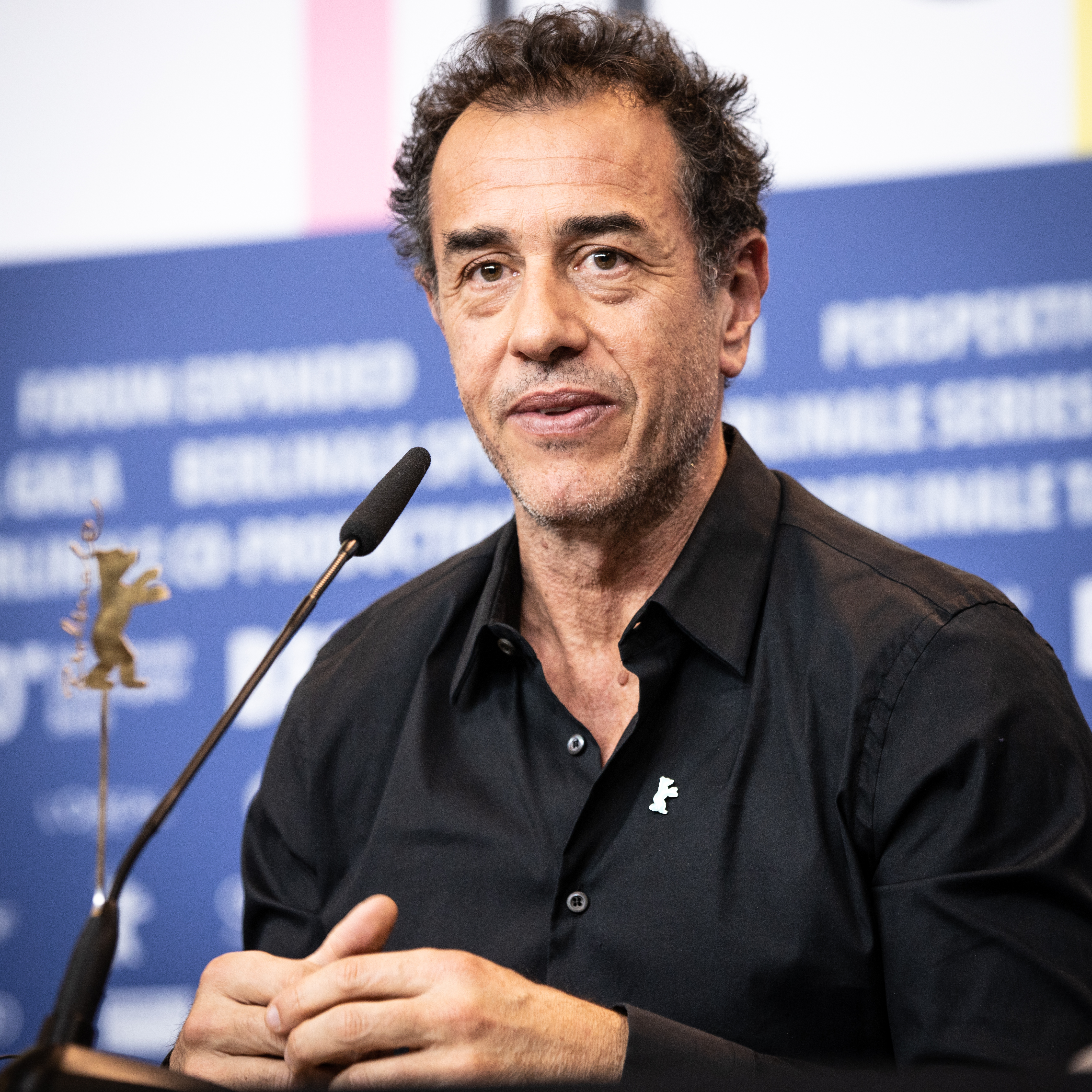
Wielokrotnie nagrodzony włoski reżyser Matteo Garrone.

Nagroda im. Luigiego De Laurentiisa za najlepszy debiut reżyserski
- Miłość to broń, reż. Lee Hong-chi

Nagroda główna w sekcji „Międzynarodowy Tydzień Krytyki”
- Malqueridas, reż. Tana Gilbert

Nagroda za reżyserię w sekcji „Venice Days”
- Humanistyczny wampir poszukujący osoby samobójczej, reż. Ariane Louis-Seize

Nagroda Label Europa Cinemas dla najlepszego filmu europejskiego
- Światłowstręt, reż. Ivan Ostrochovský i Pavol Pekarčík

Nagroda sekcji „Venice Classics” za najlepiej odrestaurowany film
- Ohikkoshi, reż. Shinji Sōmai

Nagroda sekcji „Venice Classics” za najlepszy film dokumentalny o tematyce filmowej
- Thank You Very Much, reż. Alex Braverman

Nagroda FIPRESCI
- Konkurs główny:  Zła nie ma, reż. Ryūsuke Hamaguchi
- Sekcje paralelne:  Niedziela bez końca, reż. Alain Parroni

Nagroda im. Francesco Pasinettiego (SNGCI – Narodowego Stowarzyszenia Włoskich Krytyków Filmowych)
- Najlepszy włoski film:  Ja, kapitan, reż. Matteo Garrone

Nagroda SIGNIS (Międzynarodowej Organizacji Mediów Katolickich)
- Ja, kapitan, reż. Matteo Garrone
  - Wyróżnienie:  Bękart, reż. Nikolaj Arcel

Queerowy Lew dla najlepszego filmu o tematyce LGBT
- Razem z przypadku, reż. Goran Stolewski

Nagroda UNICEF-u
- Zielona granica, reż. Agnieszka Holland

Nagroda UNESCO
- Ja, kapitan, reż. Matteo Garrone

Honorowy Złoty Lew za całokształt twórczości
- Liliana Cavani
- Tony Leung Chiu Wai